# 2007年亞洲室內運動會中華台北代表團
2007年亞洲室內運動會中華台北代表團是中華民國（台灣）以“中華台北”名義，參與在澳門舉行的2007年亞洲室內運動會。

## 獎牌項目
| 比賽項目 | 金牌 | 銀牌 | 銅牌 | 總數 |
| 撞球     | 2    | 0    | 0    | 2    |
| 游泳     | 1    | 1    | 0    | 2    |
| 極限運動 | 1    | 0    | 5    | 6    |
| 龍獅運動 | 0    | 1    | 1    | 2    |

## 游泳
- 王韋文：
  - 男子50公尺蛙式（第9名）
  - 男子100公尺蛙式（ 金牌）
  - 男子50公尺蝶式（第8名）
  - 男子100公尺混合式（ 銀牌）
- 許志傑：
  - 男子50公尺蝶式（第9名）
  - 男子100公尺蝶式（第5名）
  - 男子200公尺混合式（第11名）
- 唐聖捷：
  - 男子100公尺蝶式（第13名）
  - 男子200公尺自由式（第4名）
  - 男子100公尺混合式（第15名）
  - 男子200公尺混合式（第6名）

## 蹼泳
- 陸晉湟：
  - 男子水面50公尺（未晉級）
  - 男子水面100公尺（未晉級）
  - 男子水面200公尺（第11名）
- 劉澔旻：
  - 女子水面50公尺（未晉級）
  - 女子水面100公尺（未晉級）
  - 女子水面200公尺（第8名）

## 室內田徑
- 曹志豪：男子跳高（傷退）
- 張銘煌：男子鉛球（第4名）

## 有氧體操
- 劉益均：男子個人賽（第17名）
- 汪庭緣：女子個人賽（第7名）

## 運動舞蹈
- 余學竹、蘇芷寬：
  - 森巴拉丁舞（第6名）
  - 恰恰恰拉丁舞（第6名）
  - 捷舞拉丁舞（第8名）
- 王毓弘、蕭苑如：
  - 森巴拉丁舞（第11名）
  - 鬥牛拉丁舞（12強）
  - 五項全能拉丁舞（第11名）

## 運動攀登
- 張宇翔：
  - 男子速度賽（未晉級）
  - 男子難度賽（第18名）
- 張志瑋：
  - 男子速度賽（第10名）
  - 男子難度賽（第19名）

## 極限運動

### 直排輪組
- 洪建凱：
  - 公園賽（ 銅牌）
  - 公園最佳技巧賽（ 銅牌）
  - 空中特技賽（第4名）
  - U型管賽（ 銅牌）
- 王韋傑：
  - 空中特技賽（第4名）
  - U型管賽（第4名）
- 鄭凱晉：
  - 公園賽（第4名）
  - 公園最佳技巧賽（第4名）

### 極限單車組
- 李運益：
  - 公園賽（ 銅牌）
  - 空中特技賽（傷退）
  - 公園最佳技巧賽（傷退）
  - U型管賽（傷退）
- 陳翰堃：
  - 公園賽（第4名）
  - 空中特技賽（第5名）
  - 公園最佳技巧賽（ 金牌）
  - U型管賽（ 銅牌）

### 滑板組
- 陳家輝：
  - 公園賽（第10名）
  - 最佳技巧賽（第4名）

## 西洋棋
- 岳威伯：西洋棋男子閃電棋個人賽（未晉級）
- 岳威伯、陳怡真：
  - 西洋棋標準團體賽（未晉級）
  - 西洋棋快棋團體賽（未晉級）
  - 西洋棋閃電棋團體賽（第19名）

## 保齡球
- 蕭峻合：男子單人賽（第8名）
- 鄭行超：男子單人賽（第12名）
- 林宜謙：男子單人賽（第21名）
- 陳永川：男子單人賽（第24名）
- 鄭行超、蕭峻合：男子雙人賽（第8名）
- 林宜謙、陳永川：男子雙人賽（第13名）
- 鄭行超、林宜謙、蕭峻合、陳永川：男子團體賽（第9名）

## 撞球
- 楊清順：男子個人花式9號球（8強）
- 吳珈慶：男子個人花式9號球（16強）
- 張舒涵：
  - 女子個人花式8號球（8強）
  - 女子個人花式9號球（ 金牌）
- 蔡佩真：
  - 女子個人花式8號球（ 金牌）
  - 女子個人花式9號球（32強）

## 龍獅運動
- 林俊憲、葉子豪、戴偉勳、巫松輊、游晴惠：
  - 北獅指定套路（第4名）
  - 北獅自選套路（ 銅牌）
- 吳文進、郭漢彬、謝文哲、梁騰維、賴政伯、江麗子、胡勝翔、陶政雄、張仕穎、紀志良、冉茂萍、羅兆渝、張綺珊、陳筠臻：
  - 舞龍指定套路（ 銀牌）
  - 舞龍自選套路（第4名）

## 3x3籃球（示範項目）
- 男子隊：賴佳圻、簡偉儒、李家慶、鄭煒